# Pleioplana californica
Pleioplana californica is een platworm (Platyhelminthes). De worm is tweeslachtig. De soort leeft in het zoute water.
Het geslacht Pleioplana, waarin de platworm wordt geplaatst, wordt tot de familie Pleioplanidae gerekend. De wetenschappelijke naam van de soort werd voor het eerst geldig gepubliceerd in 1898 door Plehn.